# Are (Estonie)
Are est un petit bourg de la Commune de Are du comté de Pärnu en Estonie .
Au 31 décembre 2011, il compte 406 habitants.